# مرز ژان-چارلز
مرز ژان-چارلز (انگلیسی: Jean-Charles Frontier; ۲۲ اوت ۱۷۰۱ – ۲ سپتامبر ۱۷۶۳) نقاش اهل فرانسه بود.
وی همچنین برندهٔ جوایزی همچون جایزه بزرگ رم شده‌است.